# Arthur Russell (musicista)
Arthur Russell (Oskaloosa, 21 maggio 1951 – New York, 4 aprile 1992) è stato un violoncellista, cantante e compositore statunitense.

## Biografia
Durante i primi anni settanta del Novecento, Arthur Russell si trasferì a San Francisco, dove studiò musica indostana presso una scuola fondata da Ali Akbar Khan. Dopo essersi interessato alle analogie che intercorrono fra il minimalismo d'avanguardia e le ritmiche della disco music (genere che ha scoperto frequentando il Gallery, locale di Manhattan fondato da Nicky Siano negli anni settanta), Russell incise il singolo Is It All Over My Face (1980), fra i più trasmessi al Paradise Garage. Sarebbero seguite pubblicazioni a nome Indian Ocean, quali School Bell e Treehouse, considerate anticipatrici della musica house, oltre a materiale attribuito a Dinosaur L. Nello stesso periodo, fondò la Sleeping Bag Records, influente etichetta specializzata in musica hip hop e dance. Fra le sue uscite sperimentali si contano Tower of Meaning (1983) e World of Echo (1986), quest'ultimo composto per violoncello e frammenti vocali, che mostra l'interessamento dell'artista per gli effetti dell'eco.
Durante la sua carriera, terminata a causa della morte prematura avvenuta a quarant'anni per AIDS, collaborò con vari artisti, fra cui Philip Glass, Laurie Anderson e Rhys Chatham.

## Stile musicale
Russell si è cimentato in numerosi generi musicali, ma la sua carriera è prevalentemente divisa fra il minimalismo da camera e la musica dance, ambito in cui viene considerato importante per aver funto da ponte fra l'electro funk e la garage house. Si sarebbe inoltre cimentato nel pop barocco e nelle canzoni d'amore, mentre AllMusic lo cita fra gli artisti della musica sperimentale, della mutant disco e della post-disco. Degna di nota è infine la sua parentesi power pop nel gruppo The Necessaries.
Molte biografie e resoconti a lui dedicati sottolineano che fosse ispirato al credo buddhista, al quale egli era devoto.

## Discografia parziale

### Da solista
- 1981 – 24→24 Music (come Dinosaur L)
- 1983 – Tower Of Meaning
- 1984 – Instrumentals, 1974 - Vol. 2
- 1986 – World Of Echo
- 1996 – Another Thought

### Con i Necessaries
- 1981 – Big Sky
- 1982 – Event Horizon